# Râul Mocirliu
Râul Mocirliu este un curs de apă, afluent al râului Godeanu.  

## Hărți
- Harta Munții Godeanu  Arhivat în 11 octombrie 2008, la Wayback Machine.